# All the Stars and Boulevards
All the Stars and Boulevards est le second album de Augustana, sorti le 6 septembre 2005 sur le label Epic Records.

## Liste des chansons
| No  | Titre                 | Durée |
| --- | --------------------- | ----- |
| 1.  | Mayfield              | 3:16  |
| 2.  | Bullets               | 3:11  |
| 3.  | Hotel Roosevelt       | 3:50  |
| 4.  | Boston                | 4:06  |
| 5.  | Stars and Boulevards  | 4:21  |
| 6.  | Feel Fine             | 3:45  |
| 7.  | Wasteland             | 3:59  |
| 8.  | Lonely People         | 3:48  |
| 9.  | Sunday Best           | 3:22  |
| 10. | California's Burning  | 3:45  |
| 11. | Coffee and Cigarettes | 4:02  |